# John Townshend, IV marchese Townshend
Contrammiraglio John Townshend, IV marchese Townshend (28 marzo 1798 – Raynham Hall, 10 settembre 1863), è stato un ufficiale inglese.

## Biografia
Era l'ultimogenito di John Townshend, figlio di George Townshend, I marchese Townshend, e di sua moglie, Georgina Anne Poyntz.

## Carriera
Prestò servizio nella Royal Navy raggiungendo il grado di Contrammiraglio. Fu deputato per il collegio di Tamworth (1847-1855). Nello stesso anno succedette a suo cugino nel marchesato ed è entrato nella Camera dei lord.

## Matrimonio
Sposò, il 18 agosto 1825, Elizabeth Jane Stuart (18 luglio 1803-27 gennaio 1877), figlia di Lord George Stuart, figlio minore di John Stuart, I marchese di Bute. Ebbero cinque figli:
- Lady Audrey Jane Charlotte (?-20 febbraio 1926), sposò in prime nozze Greville Howard, ebbero quattro figli, e in seconde nozze Sir Redvers Henry Buller, ebbero una figlia;
- James Dudley Browlow Stuart (?-11 agosto 1846);
- Lady Anne Maria Townshend (?-14 febbraio 1899), sposò Alexander Sherson, non ebbero figli;
- John Townshend, V marchese Townshend (1831-1899);
- Lady Elizabeth Clementina (23 agosto 1834-18 novembre 1910), sposò John St Aubyn, I barone St Levan, ebbero tredici figli.

## Morte
Morì nel 1863 a seguito di una caduta da cavallo nel parco della sua residenza, Raynham Hall, e fu sepolto a East Raynham, Norfolk.

## Ascendenza
|                                        |                |                                       | Genitori                                |  |  | Nonni |  |  | Bisnonni                                  |  |  | Trisnonni                                |  |
|                                        |                |                                       |                                         |  |  |       |  |  | Charles Townshend, III visconte Townshend |  |  | Charles Townshend, II visconte Townshend |  |
|                                        |                |                                       |                                         |  |  |       |  |  | Charles Townshend, III visconte Townshend |  |  | Charles Townshend, II visconte Townshend |  |
|                                        |                | Elizabeth Pelham                      |                                         |  |  |       |  |  | Charles Townshend, III visconte Townshend |  |  |                                          |  |
| George Townshend, I marchese Townshend |                |                                       |                                         |  |  |       |  |  | Charles Townshend, III visconte Townshend |  |  |                                          |  |
|                                        |                | Etheldreda Harrison                   | Edward Harrison                         |  |  |       |  |  |                                           |  |  |                                          |  |
|                                        |                | Etheldreda Harrison                   | Edward Harrison                         |  |  |       |  |  |                                           |  |  |                                          |  |
|                                        |                | Etheldreda Harrison                   | Frances Bray                            |  |  |       |  |  |                                           |  |  |                                          |  |
| John Townshend                         |                | Etheldreda Harrison                   |                                         |  |  |       |  |  |                                           |  |  |                                          |  |
|                                        |                | James Compton, V conte di Northampton | George Compton, IV conte di Northampton |  |  |       |  |  |                                           |  |  |                                          |  |
|                                        |                | James Compton, V conte di Northampton | George Compton, IV conte di Northampton |  |  |       |  |  |                                           |  |  |                                          |  |
|                                        |                | James Compton, V conte di Northampton | Jane Fox                                |  |  |       |  |  |                                           |  |  |                                          |  |
| Charlotte Compton                      |                | James Compton, V conte di Northampton |                                         |  |  |       |  |  |                                           |  |  |                                          |  |
|                                        |                | Elizabeth Shirley                     | Robert Shirley                          |  |  |       |  |  |                                           |  |  |                                          |  |
|                                        |                | Elizabeth Shirley                     | Robert Shirley                          |  |  |       |  |  |                                           |  |  |                                          |  |
|                                        |                | Elizabeth Shirley                     | Anne Ferrers                            |  |  |       |  |  |                                           |  |  |                                          |  |
| John Townshend, IV marchese Townshend  |                | Elizabeth Shirley                     |                                         |  |  |       |  |  |                                           |  |  |                                          |  |
|                                        | Stephen Poyntz | William Poyntz                        |                                         |  |  |       |  |  |                                           |  |  |                                          |  |
|                                        | Stephen Poyntz | William Poyntz                        |                                         |  |  |       |  |  |                                           |  |  |                                          |  |
|                                        | Stephen Poyntz | Jane Monteage                         |                                         |  |  |       |  |  |                                           |  |  |                                          |  |
| William Poyntz                         | Stephen Poyntz |                                       |                                         |  |  |       |  |  |                                           |  |  |                                          |  |
|                                        |                | Anne Maria Mordaunt                   | Lewis Mordaunt                          |  |  |       |  |  |                                           |  |  |                                          |  |
|                                        |                | Anne Maria Mordaunt                   | Lewis Mordaunt                          |  |  |       |  |  |                                           |  |  |                                          |  |
|                                        |                | Anne Maria Mordaunt                   | Mary Collyer                            |  |  |       |  |  |                                           |  |  |                                          |  |
| Georgina Poyntz                        |                | Anne Maria Mordaunt                   |                                         |  |  |       |  |  |                                           |  |  |                                          |  |
|                                        |                | Kelland Courtenay                     | William Courtenay                       |  |  |       |  |  |                                           |  |  |                                          |  |
|                                        |                | Kelland Courtenay                     | William Courtenay                       |  |  |       |  |  |                                           |  |  |                                          |  |
|                                        |                | Kelland Courtenay                     | Susanna Kelland                         |  |  |       |  |  |                                           |  |  |                                          |  |
| Isabella Courtenay                     |                | Kelland Courtenay                     |                                         |  |  |       |  |  |                                           |  |  |                                          |  |
|                                        |                | Elizabeth Montagu                     | Edward Montagu, visconte Hinchingbrooke |  |  |       |  |  |                                           |  |  |                                          |  |
|                                        |                | Elizabeth Montagu                     | Edward Montagu, visconte Hinchingbrooke |  |  |       |  |  |                                           |  |  |                                          |  |
|                                        |                | Elizabeth Montagu                     | Elizabeth Popham                        |  |  |       |  |  |                                           |  |  |                                          |  |
|                                        |                | Elizabeth Montagu                     |                                         |  |  |       |  |  |                                           |  |  |                                          |  |